# Treinramp bij Vado
De Treinramp bij Vado is een Italiaanse treinramp bij Vado in de gemeente Monzuno die plaatsvond op zaterdag 15 april 1978. Er vielen 42 doden en 76 gewonden. Door hevige regenval ontspoorde een passagierstrein vlak langs een ravijn, waarna een andere trein erop botste.

## Treinen
De eerste trein was de trein van Lecce naar Milaan. Deze trein was omgeleid vanwege een beschadigde brug op de gebruikelijke route. De tweede trein was de trein van Venetië naar Rome.

## Ontsporing en crash
De trein naar Milaan ontspoorde nadat er, door hevige regenval, modder op het spoor was gekomen. De trein naar Rome reed daarna met meer dan 100 kilometer per uur op de trein in. In de eerste klas-wagons van de trein naar Rome vielen de meeste slachtoffers. Van deze trein vielen vier van de acht wagons 20 meter omlaag op de lager gelegen autosnelweg.

## Hulpverlening
De crash gebeurde op het traject dat parallel ligt aan de Autostrada del Sole, waardoor hulpverlening snel ter plaatse kon komen en gewonden snel konden worden vervoerd naar ziekenhuizen. Toch duurde het nog tot zondagmiddag voordat alle slachtoffer geborgen waren.